# Condado de Gliwice
Nota linguística: Não confundir hrabstwo (condado) com powiat (divisão administrativa)..
Gliwice (polonês: Powiat Gliwicki) é um powiat (condado ou distrito) da Polônia, na voivodia da Silésia. A sede é a cidade de Gliwice. Estende-se por uma área de 663,35 km², com 115 476 habitantes, segundo o censo de 2005, com uma densidade de 174,08 hab/km².

## Divisões admistrativas
O condado possui:
Comunas urbanas: Knurów, Pyskowice
Comunas urbana-rurais: Sośnicowice, Toszek
Comunas rurais: Gierałtowice, Pilchowice, Rudziniec, Wielowieś
Cidades: Knurów, Pyskowice, Sośnicowice, Toszek

## Demografia
População (dados de 30 de Junho de 2007):
|          | Total   | Total | Mulheres | Mulheres | Homens  | Homens |
| -------- | ------- | ----- | -------- | -------- | ------- | ------ |
|          | pessoas | %     | pessoas  | %        | pessoas | %      |
| Total    | 115 476 | 100   | 59 377   | 51,4     | 56 099  | 48,6   |
| Cidades  | 64 862  | 100   | 33 479   | 51,6     | 31 383  | 48,4   |
| Povoados | 50 614  | 100   | 25 898   | 51,2     | 24 716  | 48,8   |